# Muscle splénius du cou
Le muscle splénius du cou est un des muscles splénius situés à la base de la nuque et en haut du dos.

## Description
Le muscle splénius du cou est le plus profond des muscles splénius et il est en continuité avec le muscle splénius de la tête.
C'est un muscle de forme triangulaire avec une base verticale inférieure et médiale.

## Origine
Le muscle splénius du cou nait des processus épineux des troisième, quatrième et cinquième vertèbres thoraciques et des ligament inter-épineux les reliant.

## Trajet
Le muscle splénius du cou remonte en suivant le bord latéral du muscle splénius de la tête.

## Insertion
Le muscle splénius du cou se termine sur les tubercules postérieurs des processus transverses de l'atlas et de l'axis.

## Innervation
Le muscle splénius du cou est innervé par les branches postérieures des nerfs spinaux, les racines C4, C5 et C6.

## Action
Le muscle splénius du cou incline la tête et provoque sa rotation homolatérale.